# Anarrhinum
Anarrhinum és un gènere de plantes amb flors que pertany a la família Plantaginàcies però que tradicionalment havia estat inclòs a les Escrofulariàcies. Els estudis moleculars i genètics duts a terme pel Grup per a la filogènia de les angiospermes van trobar major afinitat d'aquests gèneres amb les plantaginàcies, amb les que, morfològicament semblaven tenir menys afinitats.
La seva distribució nativa és la conca del Mediterrani, Àfrica del Nord  i l'Àsia occidental, amb algunes que arriben fins a Alemanya o Etiòpia.
Segons "Plants of the World Online" hi ha aquestes espècies acceptades:
- Anarrhinum bellidifolium (L.) Willd.
- Anarrhinum corsicum  Jord. & Fourr.
- Anarrhinum duriminium  (Brot.) Pers.
- Anarrhinum forskaohlii  (J.F.Gmel.) Cufod.
- Anarrhinum fruticosum  Desf.
- Anarrhinum × intermedium  C.Simon
- Anarrhinum laxiflorum  Boiss.
- Anarrhinum longipedicellatum R.Fern.
- Anarrhinum orientale  Benth.
- Anarrhinum pedatum  Desf.

D'aquestes, A. bellidifolium i A. fruticosum viuen als Països Catalans. A part, A.duriminium,  A.laxiflorum i  A.longipedicellatum han estat citades a la península Ibèrica.